# Sibanicú
Sibanicú est une localité et une municipalité de Cuba dans la province de Camagüey.

## Géographie

### Situation
La municipalité de Sibanicúest située sur la côte nord de l'île de Cuba, dans le nord de la province de Camagüey, 
à 52 km sud-est de sa capitale de province Camagüey et 582 km sud-est de La Havane.

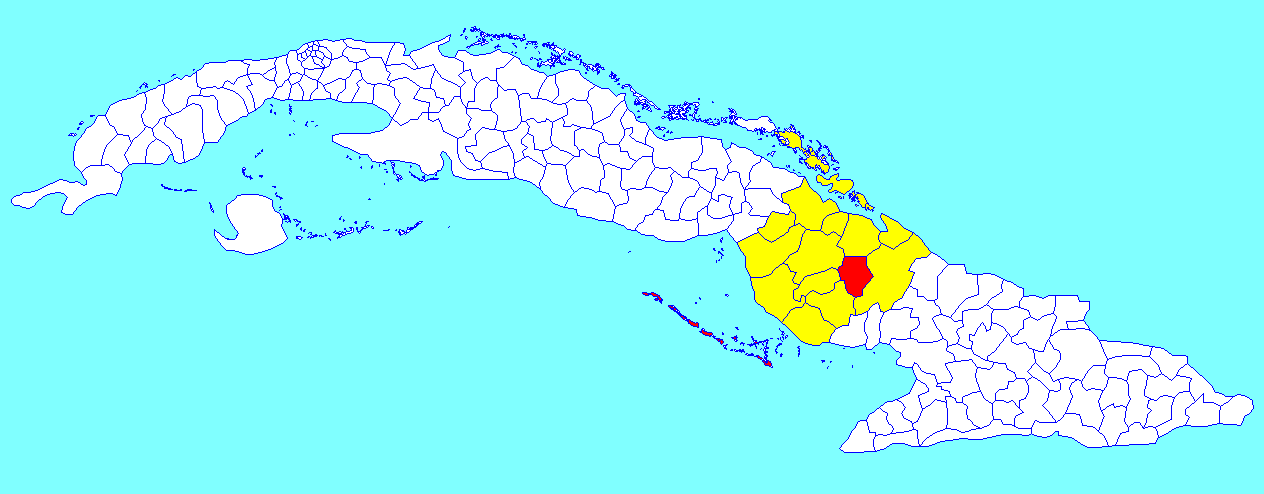
Municipalité de Sibanicú dans la province de Camagüey

### Divisions administratives
La municipalité comprend sept consejos populares :
- Sibanicú
- Siboney
- Hatuey
- Alfredo Álvarez Mola
- La Norma
- Oriente Rebelde
- Patricio Lumumba

## Population
En 2022 la population de la municipalité est estimée à 28 930 habitants. Pour une surface de 745,1 km2, la densité est de 38,83 habitants/km².